# Калінінград (корабель)
Калінінград (рос. Калининград), раніше БДК-58 — великий десантний корабель проєкту 775/II (код НАТО : Ropucha І) Військово-морського флоту Росії. Побудований на Північній верфі в Гданську, надійшов на озброєння ВМФ СРСР у 1984 році. Перебував у складі Балтійського флоту СРСР під позначенням БДК-58. Після розпаду СРСР перейшов під контроль Військово-Морського Флоту Росії і отримав назву «Калінінград» на честь однойменного міста в 2003 році.

## Історія
Корабель був побудований в 1984 році на Північній верфі в Гданську, як дев'ятнадцятий у серії великих десантних кораблів проекту 775, розроблених у Польщі та побудованих для СРСР . Належав до другого варіанту проекту 775 (775/II). У коді НАТО цей тип позначався як Ropucha I. Мав порядковий номер № 19 в рамках проекту 775 (775/19) .

## Характеристика
Десантні кораблі конструкції 775 мають прохідний вантажний трюм, доступний через носову та кормову аппарелі, довжиною 95 м, шириною від 4,5 до 6,5 м і висотою 4,5 м . На носовій частині відкриваються ворота і опускається пандус. Для розвантаження кораблі можуть користуватись необладнаними місцями, такими як пляж . Можуть перевозити до 13 танків чи БТР або 20 вантажівок і в обох варіантах 150 солдат. Екіпаж — 87 осіб, у тому числі 8 офіцерів .
Водотоннажність корабля без вантажу становить 2900 тонн (іноді вказується як стандартна), а повна водотоннажність становить 4400 тонн. Загальна довжина 112,5 м, по ватерлінії 105 м, ширина 15 м, максимальна осадка 3,17 м .
Артилерійське озброєння кораблів проєкту 775/II складається з чотирьох 57-мм універсальних гармат у двох двогарматних вежах АК-725, розміщених попереду та позаду надбудови, які підключені до корабельної системи управління вогнем, що наводиться РЛС «Барс» . Боєзапас становить 2200 снарядів калібру 57 мм . Крім того, для самооборони вони мають дві четверні пускові установки зенітних ракет малої дальності з інфрачервоним наведенням «Стріла-3» із запасом 32 ракети . БДК-58 був першим із кораблів, сконструйованих в рамках 755/II, який був оснащений двома двадцятизарядними 122-мм пусковими установками некерованих ракет «Град-М» для підтримки десанту . Боєзапас становить 160 снарядів .
Радіоелектронне обладнання частин проекту 775/II включає радіолокаційну станцію наземного та повітряного виявлення МР-302 «Рубка» та навігаційну РЛС . РЛС «Барс» розташований на кормі використовується для наведення артилерійського вогню . Кораблі також оснащені двома 82-мм шістнадцятирейковими пусковими установками ПК-16, які використовуються для радіоелектронної боротьби .
В рух приводиться системою з двох дизельних двигунів «16 ZVB 40/48» сумарною потужністю 19 200 к.с., що крутять два гвинти . Максимальна швидкість 17,5 вузол . Дальність становить 3500 морських миль при швидкості 16 вузлів і 6000 миль при швидкості 12,5 вузлів.

## Служба

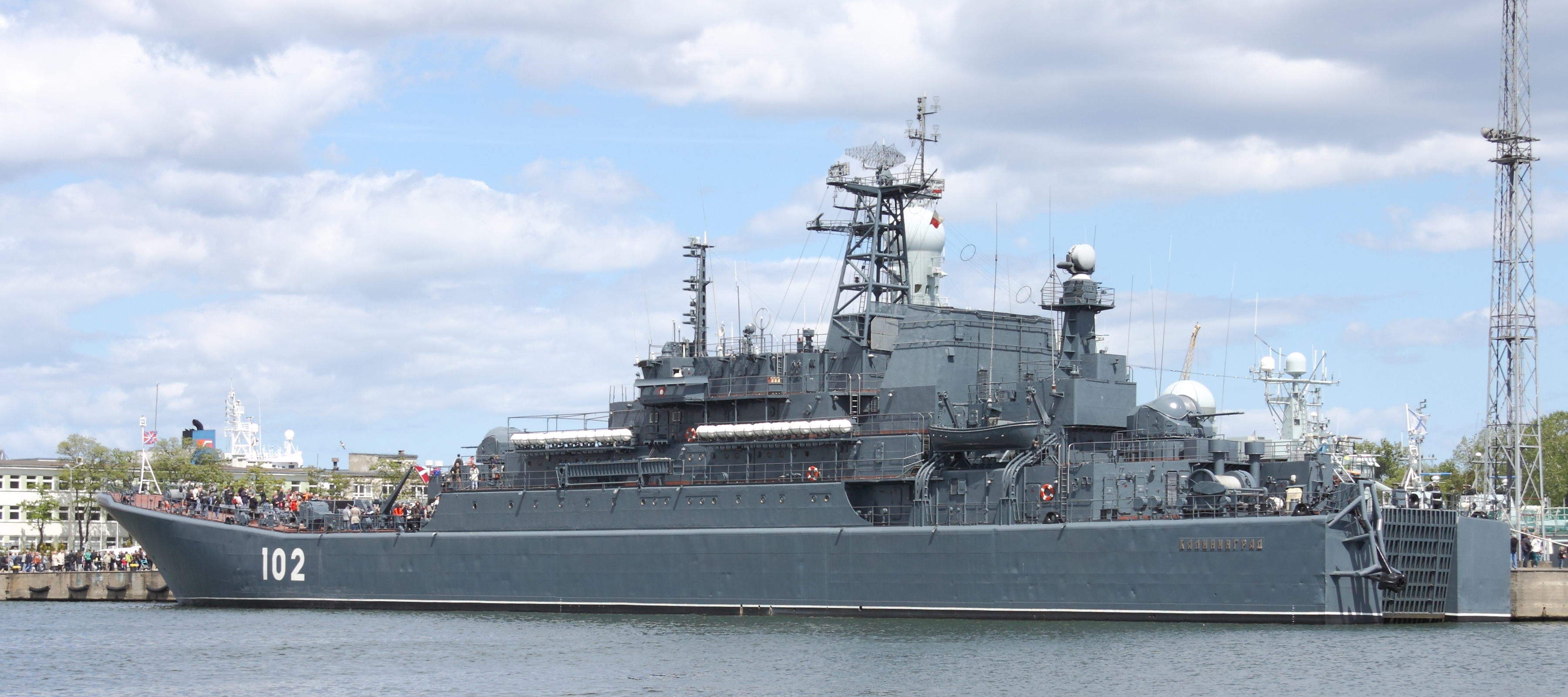
«Калінінград» з корми

Корабель прийнятий на озброєння ВМФ СРСР 30 грудня 1984 року . Він отримав лише буквено-цифрове позначення: БДК-58, (від Большой десантный корабль) — великий десантний корабель .
Після розпаду СРСР 26 грудня 1991 року БДК-58 під тим же найменуванням був прийнятий на озброєння ВМФ Росії. Входив до складу Балтійського флоту . У Росії мав постійний бортовий номер 102 . У період з січня по листопад 2004 року корабель пройшов помірний ремонт .
За період міжнародного співробітництва Росії з країнами Заходу в рамках програми «Партнерство заради миру» в 2003, 2004, 2005, 2006 і 2008 роках корабель систематично брав участь у навчаннях НАТО в Балтійському морі BALTOPS. Під час них 11 червня 2003 року вперше разом із польським кораблем «ORP Gniezno» висадив навчальний десант миротворчих сил на полігоні в Устці за участю морської піхоти Росії, США, Данії та Литви. У 2006 році він здійснив тривалий круїз до Атлантики та Середземного моря, відвідавши порти Тунісу, Алжиру, Іспанії та Португалії. У 2009 році він відвідав Кіль і Ден Хелдер, а в серпні 2010 року взяв участь у святкуванні 500-річчя Королівського флоту Данії. У червні 2010 та червні 2012 року він знову брав участь у навчаннях BALTOPS і був відкритий для відвідувачів у Гдині.
У період з грудня 2012 року по 8 серпня 2013 року він здійснив круїз Середземним, Егейським і Чорним морями, подолавши 32 000 морських миль і відвідавши, серед іншого, Бейрут. Командиром на той час був Георгій Дегтярьов. 24 грудня 2013 року він знову відправився в Середземне море з Балтійська, увійшовши до складу постійного оперативного складу російського флоту. На рубежі вересня-жовтня 2014 року він прибув до Новоросійська на Чорному морі. 20 листопада він залишив команду в Середземному морі, подолавши приблизно 50 000 морських миль. Повернувся на базу 2 грудня 2014 року.
У січні 2022 року разом з двома іншими десантними кораблями цього типу («Мінськ» і «Корольов») був перекинутий з Балтійського моря в Чорне для участі у вторгненні Росії в Україну.